# Ciclismo ai Giochi della X Olimpiade - Corsa a squadre
La corsa a squadre di ciclismo su strada dei Giochi della X Olimpiade si svolse il 4 agosto 1932 a Los Angeles, negli Stati Uniti. La classifica finale era determinata sommando i tempi dei migliori tre corridori di ogni nazione della prova individuale.

## Classifica
| Pos. | Squadra       | Corridore           | Pos. Ind. | Tempo individuale | Tempo totale |
| ---- | ------------- | ------------------- | --------- | ----------------- | ------------ |
| 1    | Italia        | Attilio Pavesi      | 1         | 2h28'05"          | 7h27'15"     |
| 1    | Italia        | Guglielmo Segato    | 2         | 2h29'21"          | 7h27'15"     |
| 1    | Italia        | Giuseppe Olmo       | 4         | 2h29'48"          | 7h27'15"     |
| 2    | Danimarca     | Frode Sørensen      | 5         | 2h30'11"          | 7h38'50"     |
| 2    | Danimarca     | Leo Nielsen         | 9         | 2h32'48"          | 7h38'50"     |
| 2    | Danimarca     | Henry Hansen        | 12        | 2h35'50"          | 7h38'50"     |
| 3    | Svezia        | Bernhard Britz      | 3         | 2h29'45"2         | 7h39'12"     |
| 3    | Svezia        | Sven Höglund        | 8         | 2h31'29"          | 7h39'12"     |
| 3    | Svezia        | Arne Berg           | 20        | 2h37'58"          | 7h39'12"     |
| 4    | Gran Bretagna | Frank Southall      | 6         | 2h30'16"          | 7h44'53"     |
| 4    | Gran Bretagna | Charles Holland     | 15        | 2h37'17"          | 7h44'53"     |
| 4    | Gran Bretagna | Stanley Butler      | 16        | 2h37'19"          | 7h44'53"     |
| 5    | Francia       | Paul Chocque        | 10        | 2h33'24"          | 7h46'31"     |
| 5    | Francia       | Amédée Fournier     | 13        | 2h36'06"          | 7h46'31"     |
| 5    | Francia       | Henri Mouillefarine | 14        | 2h37'00"          | 7h46'31"     |
| 6    | Stati Uniti   | Henry O'Brien       | 11        | 2h33'36"          | 7h51'55"     |
| 6    | Stati Uniti   | Frank Connell       | 17        | 2h37'20"          | 7h51'55"     |
| 6    | Stati Uniti   | Otto Luedeke        | 26        | 2h40'59"          | 7h51'55"     |
| 7    | Canada        | Glen Robbins        | 22        | 2h38'24"          | 8h01'38"     |
| 7    | Canada        | James Jackson       | 25        | 2h40'29"          | 8h01'38"     |
| 7    | Canada        | Frank Elliott       | 27        | 2h42'43"          | 8h01'38"     |
| 8    | Germania      | Werner Wittig       | 28        | 2h43'36"          | 8h21'21"     |
| 8    | Germania      | Julius Maus         | 30        | 2h45'15"          | 8h21'21"     |
| 8    | Germania      | Hubert Ebner        | 32        | 2h52'30"          | 8h21'21"     |